# Mozilla Japan
 (mai 2025).
Si vous disposez d'ouvrages ou d'articles de référence ou si vous connaissez des sites web de qualité traitant du thème abordé ici, merci de compléter l'article en donnant les références utiles à sa vérifiabilité et en les liant à la section « Notes et références ».
Pour les articles homonymes, voir Mozilla.
Mozilla Japan a été créé avec les mêmes objectifs que Mozilla Europe pour soutenir le projet Mozilla et ses logiciels dérivés au Japon.

## Mascotte
Foxkeh (フォクすけ, fokusuke) est la mascotte créée par Mozilla Japon afin de promouvoir Firefox au Japon. Son design reprend des composantes caractéristiques des mangas. Foxkeh est un renard roux avec pour queue une flamme - un "renard de feu", un jeu de mots sur l'anglais firefox qui désigne en fait le panda roux.